# ستيفاني ويلزي
ستيفاني ويلزي (بالإنجليزية: Stephanie Welsh)‏ هي قابلة ومصورة أمريكية، ولدت في 27 يونيو 1973 في كوانتيكو في الولايات المتحدة.